# The Hunted – Der Gejagte
The Hunted – Der Gejagte ist ein amerikanischer Film aus dem Jahre 1995. Regie führte J. F. Lawton. Der Film war bis April 2022 indiziert und wurde nach Ablauf der 25-Jahresfrist wieder vom Index gestrichen.

## Handlung
Der Amerikaner Paul Racine befindet sich auf einer Dienstreise in Nagoya. Er lernt dort in der Hotelbar die Japanerin Kirina kennen und wird zu ihr auf ihr Zimmer eingeladen. Nach einem gemeinsamen Bad mit Racine wird Kirina von Ninjas getötet, die in ihr Zimmer einbrechen. Racine, der Zeuge des Verbrechens wird, wird verletzt und kommt anschließend in ein Krankenhaus.
Racine wacht im Krankenhaus auf und es wird ihm mitgeteilt, dass er sich im Visier der Ninjas befindet und dass er zu seinem Schutz auf eine abgelegene Insel gebracht wird. Als die Ninjas das Krankenhaus angreifen, gelingt es Racine zu fliehen und er gelangt an den Bahnhof der Stadt. Im Zug trifft er auf Taketa, der sich in der Tradition der Samurai den Ninjas stellen will. Anschließend kommt es im Zug zu einer blutigen Auseinandersetzung zwischen Taketa und den Ninjas.
Als sie auf der Insel angelangt sind, lernt Racine den ständig betrunkenen Schmied Oshima kennen, der für Taketa ein neues Schwert herstellen soll. Während der Arbeit an dem Schwert wird Racine von Oshima in die Kampfkunst eingeweiht. Nachdem das Schwert fertig ist, kommt es zum Duell zwischen Taketa und Racine. Racine, der nach New York zurückkehren will, wird von Taketa gefangen genommen. In der Nacht wird die Insel von Ninjas angegriffen, Racine befreit und Taketa stirbt im Zweikampf mit einem Ninja. Racine gelingt es dank Oshimas Rat die Ninjas zu überwältigen.

## Kritik
„Ein abstoßender Film voller bluttriefender Massaker, basierend auf einem schwachsinnigen Drehbuch, angereichert mit unsäglichen Dialogen.“